# Phthonoloba graphica
Phthonoloba graphica är en fjärilsart som beskrevs av Louis Beethoven Prout 1916. Phthonoloba graphica ingår i släktet Phthonoloba och familjen mätare. Inga underarter finns listade i Catalogue of Life.